# 神八剣伝
『神八剣伝』（しんはっけんでん）は、1999年4月3日から9月25日まで、テレビ東京系列局各局で毎週土曜8:00 - 8:30（JST）に全26話が放送された、テレビ愛知・teamM.S.C.D制作のテレビアニメ。

## 概要
本作品は南総里見八犬伝をモチーフとしており、主要人物の名前はそれぞれ「仁・義・礼・智・忠・信・孝・悌」の八字を基にしている。
上記2社の他、企画並びにアニメーションの実制作をパブリック&ベーシックが担当。メインスタッフには総監督の谷田部勝義を初めとして平野靖士、石田敦子、寺岡巌と勇者シリーズに縁のあるスタッフも多く参加している。

## ストーリー
太古の昔、地球という星があったが、その星は人口の増加と環境破壊により病んでいた。女王フセは、地球に巨大な隕石が衝突すると予言する。フセは自分を信じる大勢の人々と共に巨大宇宙御所船ヤツフサを建造し、地球を脱出した。
その後、地球は滅亡した。100万の昼と夜の間、大銀河を漂流した御所船ヤツフサを中心にした大船団は、女王フセの導きによって、霞のような謎の天体を中心にして八つの衛星が周回している宙空へ到着した。霞のような天体は、フセが探し求めていた神地界であり、八つの衛星を含めた宇宙空間は天界と呼ばれた。
ときの女王、第100代フセは「我らの新たな大地を創生する」という言葉を残し、謎の天体神地界に御所船ヤツフサを進入させ、地球を再生しようとする。だが、天界のバランスは崩れ、宇宙空間を崩壊させるような天変地異を発生させた。人々は女王フセが人類を消滅させるために天界のバランスを崩したと思い込み、以後二度とフセの名を口にしなくなった。そして人々は御三家と四奉行、エルカラ法王の統治によって、八つの星に移り住むことになった。
物語はその88年後の世界、神世紀2588年を舞台に始まる。

## 登場人物

### 主要人物
コウ・ヤガミ
声 - 鈴木真仁
本作品の主人公。「宙」の珠を持つ。女性とよく間違えられるので、そのことをとても嫌い、逆切れして暴走することもある。珠がはめ込まれた刀・ムラサメを用いて戦う。
父のカジヤ（声 - 中田和宏）と共に氷天で暮らしていたが、氷天がオオワリ軍に攻め込まれた際、自身の母であるヨシノ（声 - 中村尚子）が生きていることを知り、手がかりである珠とムラサメを手にし母を捜す旅に出る。
ルーティ・オンミョウ
声 - 菊池志穂
「明」の珠を持つ。明天で平和に暮らしていた。純粋だが、怒ると力を発揮する。オカリナに宝珠が埋め込まれている。
チュウジ
声 - 龍田直樹
「地」の珠を持つ。鉱天でサヤ（声 - 水樹奈々）という少女に飼われていたサイボーグの犬。女好きでありスケベ。珠は自身の牙にはめ込まれている。
事故により過去の記憶を失っており、思い出そうとすると頭痛が起こる。人間になることに憧れていて、自分の夢の中ではいつも架空の人間の姿をしている。子犬の頃はタマミコに可愛がられていた。
ノブル・コンゴウ
声 - 小松里賀
「鋼」の珠を持つ。鉱天で一揆組として活動していた女性。過去に親を目の前で殺されたことから軍を憎むようになり、荒っぽく好戦的な性格になった。武器であるナイフに珠がはめ込まれている。実はジンライと兄妹であるのだが、ジンライが両親を殺したと思いこみ、受け入れられずにいる。
ギョウ・エンジョウ
声 - 西村朋紘
「炎」の珠を持つ。機天でエルメ組として活動していた青年。鎖鎌付きの警棒が武器。珠は自身の右目にはめ込まれている。
元は警察だったがギンジ警部の罠で妻のアヤ（声 - 不明）を失ったことによる復讐心からエルメ組に入る。自身が家族を失った悲しみを知っているため、父親のいない母子家庭や親のない子供に優しい性格をしている。
レイ・ヨゾラ
声 - 浅川悠
「影」の珠を持つ。親に裏切られた事から人を信じない性格になり、自分を偽って生きるようになる。武器の短銃に珠がはめ込まれている。
明天で祖母のヒエダ（声 - 鈴木れい子）と共にフセの秘伝力学を研究していたが、秘伝科学書を盗み出すため、カイにスパイとして雇われ機天に潜入する。ストーリーのラストで女性であることが判明する。
トモカ・タイガ
声 - 置鮎龍太郎
「水」の珠を持つ。ギャンブラーで勝負師。親が破産したため、金品しか信用できない性格になってしまった。カード型電磁カミソリが武器。珠はサイコロにはめ込まれている。機天で借金取りに追われていたところにコウたちと出会う。
ジンライ・ハズキ
声 - 森川智之
「樹」の珠を持つ。緑天でゲリラ活動をしていた。産まれてまもなく生き別れた両親を捜している。武器であり防具である大きな盾に珠がはめ込まれている。お人よしな性格で、防御力に優れる。

### その他の人物
カイ・オオワリ
声 - 子安武人
オオワリ家の嫡男。若き艦隊総大将。性格は非情で時には自分の仲間までも平気で犠牲にする。
カズサ
声 - 夏樹リオ
大富豪の娘。レイに好意を抱いていた。
フナムシ
声 - 京田尚子
カイの背後にひかえる謎の老女。
フセ / タマミコ
声 - 冬馬由美
第100代目女王で、地球再生を司る重要な役目を担っていた。幼少時は「タマミコ」と呼ばれていた。
タマズサ
声 - 荒木香恵
タマミコの姉。次期女王に選ばれなかった事を逆恨みし、妹である彼女を毒殺しようとしたが自滅してしまう。その時から怨霊となって、タマミコを尽く妨害する。天界の崩壊を含む全ての元凶である。
アブ
声 - 阪口大助
エルメ組の組員。
ドン・エルメ
声 - 曽我部和恭
エルメ組の組長。
ギンジ
声 - 二又一成
機天でドン・グチニ（声 - 島香裕）と組んでいる悪徳警部。
ゴクモン
声 - 長嶝高士
人工生体忍者集団・鬼獄衆の非情な殺し屋。第一話でコウに右腕を切られている。
アヤシ
声 - 金月真美
人工生体忍者集団・鬼獄衆のリーダー。

## スタッフ
- 企画・アニメーション制作 - パブリック&ベーシック
- 原作・脚本 - 平野靖士
- 総監督 - 谷田部勝義
- 監督 - 棚橋一徳
- キャラクターデザイン - 石田敦子
- サブキャラクターデザイン - 寺岡厳
- メカニックデザイン - 大倉雅彦
- サブメカデザイン - 森木靖泰
- 美術監督 - 坂本信人、宮前光春
- 色彩設計 - 舟田圭一、酒井美晴
- 撮影監督 - 沖野雅彦
- 編集 - 鶴渕友彰
- 音楽 - Warlter Alen
- サウンドエディティング - 小川高松
- 音響監督 - 高橋秀雄
- 制作プロデューサー - 土屋貴彦
- アシスタントプロデューサー - 岩田和彦
- プロデューサー - 沖本行克、松浦公基、川畑克巳
- 協力 - 東急エージェンシー、代々木アニメーション学院、DBSエンターテイメント、権四郎ガープ、Nプロジェクト、ドリームプロジェクト沖縄
- 制作協力 - ライフワーク、スタジオボギー
- 制作 - テレビ愛知、team M.S.C.D

## 主題歌
オープニングテーマ「memories」
作詞 - atsuko / 作曲・歌 - ANGELA / 編曲 - Katsunori-H
エンディングテーマ
「きっと同じ星の中で」（第1話 - 第13話）
作詞 - Tokiko / 作曲 - HAPPO / 編曲 - HAPPO&清水永之 / 歌 - Friend of mine
「あたらしい日々 神八剣伝スペシャルミックス」（第14話 - 第26話）
作詞・歌 - RIZ"CO / 作曲・編曲 - Tessy

## 各話リスト
| 話数       | サブタイトル           | 絵コンテ       | 演出             | 作画監督          | 放送日        |
| ---------- | ---------------------- | -------------- | ---------------- | ----------------- | ------------- |
| 第一話     | コウ、号泣する         | 谷田部勝義     | 吉田俊司         | 谷口守泰 志村泉   | 1999年 4月3日 |
| 第二話     | チュウジ、コウを拾う   | 鈴木三郎       | 鈴木敏明         | 増谷三郎          | 4月10日       |
| 第三話     | ノブル、コウを殴る     | 吉田俊司       | 吉田俊司         | 南伸一郎          | 4月17日       |
| 第四話     | コウ、運命を知る       | 芦沢剛史       | 棚橋一徳         | 佐藤雅将          | 4月24日       |
| 第五話     | コウ、逮捕される       | 飯島正勝       | 飯島正勝         | 増谷三郎          | 5月1日        |
| 第六話     | ギョウ、コウを襲う     | 鈴木三郎       | 吉田俊司         | 谷口守泰 志村泉   | 5月8日        |
| 第七話     | トモカ、侵入する       | 岡本英樹       | 鈴木敏明         | 増谷三郎          | 5月15日       |
| 第八話     | コウ、罠にはまる       | 吉田俊司       | 吉田俊司         | 南伸一郎          | 5月22日       |
| 第九話     | レイ、コウに接近する   | 鈴木三郎       | 棚橋一徳         | 抹茶華            | 5月29日       |
| 第十話     | コウ、調べられる       | 飯島正勝       | 飯島正勝         | 増谷三郎          | 6月5日        |
| 第十一話   | ギョウ、復讐を遂げる   | えんどうてつや | 吉田俊司         | 谷口守泰          | 6月12日       |
| 第十二話   | コウたち、狙われる     | 藤本義孝       | 鈴木敏明         | 増谷三郎          | 6月19日       |
| 第十三話   | レイ、星を砕く         | 吉田俊司       | 吉田俊司         | 南伸一郎          | 6月26日       |
| 第十四話   | コウ、カイと対する     | 藤本義孝       | 棚橋一徳         | 抹茶華            | 7月3日        |
| 第十五話   | ジンライ、嫌われる     | 飯島正勝       | 飯島正勝         | 増谷三郎          | 7月10日       |
| 第十六話   | トモカ、大勝負する     | 北里陽         | 吉田俊司         | 谷口守泰          | 7月17日       |
| 第十七話   | コウたち、脱出する     | えんどうてつや | 鈴木敏明         | 増谷三郎          | 7月24日       |
| 第十八話   | コウ、ハハを捜す       | 吉田俊司       | 吉田俊司         | 南伸一郎          | 7月31日       |
| 第十九話   | ルーティ、怒る         | 藤本義孝       | 棚橋一徳         | 抹茶華            | 8月7日        |
| 第二十話   | コウたち、過去を走る   | 飯島正勝       | 飯島正勝         | 増谷三郎          | 8月14日       |
| 第二十一話 | コウ、過去を知る       | 北里陽         | 吉田俊司         | 谷口守泰          | 8月21日       |
| 第二十二話 | コウたち、天へ翔ぶ     | えんどうてつや | 鈴木敏明         | 抹茶華            | 8月28日       |
| 第二十三話 | ノブル、ジンライを許す | 吉田俊司       | 吉田俊司         | 南伸一郎          | 9月4日        |
| 第二十四話 | チュウジ、フセへ誘う   | 藤本義孝       | 棚橋一徳         | 抹茶華            | 9月11日       |
| 第二十五話 | コウたち、フセを護る   | 大倉雅彦       | 棚橋一徳         | 谷口守泰 大倉雅彦 | 9月18日       |
| 最終話     | ルーティ、明日を創る   | 森田風太       | まつもとよしひさ | しまだひであき    | 9月25日       |

## 漫画版
本作品を原作とする漫画作品が『月刊Gファンタジー』（エニックス）にて連載された。作画担当は酒井さゆり。また、『月刊ASUKAファンタジーDX』（角川書店）では『神八剣伝 発動前夜ノブル』（作画：彩々木もも）も連載された。